# Wattrelos
Wattrelos (wymowaⓘ) – miejscowość i gmina we Francji, w regionie Hauts-de-France, w departamencie Nord.
Według danych na rok 1990 gminę zamieszkiwało 43 675 osób, a gęstość zaludnienia wynosiła 3250 osób/km² (wśród 1549 gmin regionu Nord-Pas-de-Calais Wattrelos plasuje się na 8. miejscu pod względem liczby ludności, natomiast pod względem powierzchni na miejscu 162.).

## Współpraca
- Eschweiler, Niemcy
- Köthen, Niemcy
- Solca, Rumunia
- Mohacz, Węgry
- Siemianowice Śląskie, Polska
- Guarda, Portugalia